# Making Orange Things
Making Orange Things es un álbum de Venetian Snares, con la colaboración del DJ Speedranch, lanzado en 2001. 
Este álbum es también el primer disco de Funk editador bajo el sello Planet Mu. 
La portada del disco es un diseño de Attila Schmidt y Mercedes Calma; y fue lanzado en formato CD, y como disco de vinilo doble.

## Lista de temas - CD
1. "Fire Beats"  – 4:26
2. "We Hate Russell"  – 4:41
3. "Pay Me For Sex"  – 2:32
4. "Cheatin'"  – 3:56
5. "Unborn Baby"  – 3:26
6. "Meta Abuse"  – 4:04
7. "Molly's Reach Around"  – 3:51
8. "Russell Hates This Track"  – 3:32
9. "Viva Las Vegas"  – 3:22
10. "Tushe Love"  – 3:39
11. "Halfway Up The Stairway Of Mucus"  – 3:51

## Lista de temas - vinilo
Lado A
1. "Cheatin'"
2. "We Hate Russell"

Lado B
1. "Fire Beats"
2. "Molly's Reach Around"
3. "Tushe Love"

Lado C
1. "Meta Abuse"
2. "Russell Hates This Track"
3. "Halfway Up The Stairway Of Mucus"

Lado D
1. "Unborn Baby"
2. "Viva Las Vegas"
3. "Pay Me For Sex"